# نقص الأدوية في إيران
كانت هناك حالات نقص في العديد من الأدوية الأساسية في إيران، وهي أزمة بدأت حوالي عام 2013. واشتدت هذه الأزمة في عام 2022 عندما ألغت حكومة إبراهيم رئيسي سعر الصرف البالغ 42,000 ريال مقابل الدولار الأمريكي. كذلك في عام 2022، أوقفت الحكومة الإيرانية الدعم لإنتاج الغذاء والدواء، مما أدى إلى ارتفاع تكلفة المواد الخام المستوردة إلى سبعة أضعاف السعر السابق، مما أعاق بشدة إنتاج الأدوية المحلي. وفي نفس العام، كان من المتوقع أن تصل أسعار الأدوية الأساسية في البلاد إلى نسبة تضخم تبلغ 700%.

## الأسباب
أفادت منظمة الغذاء والدواء في إيران بوجود نقص في العديد من الأدوية الأساسية في البلاد. بدأت تقارير عن هذه الأزمة بالظهور في عام 2013. وازدادت حدة الأزمة في عام 2022 عندما ألغت حكومة إبراهيم رئيسي سعر الصرف البالغ 42,000 ريال مقابل الدولار الأمريكي. ويزيد التضخم من تفاقم المشكلة.
في عام 2022، أوقفت الحكومة الإيرانية بقيادة إبراهيم رئيسي الدعم المخصص لإنتاج الغذاء والدواء، مما أجبر المنتجين على دفع سبعة أضعاف التكلفة لاستيراد المواد الخام، وهو ما شل إنتاج الأدوية المحلي. وقد تسبب ذلك في حدوث نقص حاد في المنتجات الدوائية الأساسية في المؤسسات الطبية المحلية، رغم أن شركات الأدوية التابعة للنظام واصلت زيادة أرباحها من خلال إنتاج مكملات غذائية لبناء الأجسام. وفي عام 2022، نقلت وكالة أنباء العمال الإيرانية عن بهرام دارائي، رئيس منظمة الغذاء والدواء الإيرانية، قوله إن أسعار الأدوية المستوردة ارتفعت حتى ستة أضعاف "وارتفعت أسعار الأدوية المنتجة محليًا بنسبة تتراوح بين 30 إلى 100 بالمئة، حسب كمية العملة المتوفرة لتوفير المواد الخام". وتوقعت كل من وسائل الإعلام الإيرانية ومسؤولو الحكومة أن تستمر أسعار الأدوية في الارتفاع حتى تصل إلى نسبة 700%. وقد دفعت التكاليف الطبية المرتفعة المستهلكين الإيرانيين إلى حافة الإفلاس. وشمل النقص الناتج عن ارتفاع الأسعار أدوية طبية أساسية، مثل مسكنات الألم، العلاجات الوريدية، المضادات الحيوية، مضادات القلق، أليندرونيك (لمشاكل كثافة العظام) وأوميبرازول (لمشاكل المعدة)، وكذلك أدوية ذات أهمية حيوية، مثل إنسولين (دواء), أدوية ربو وداء الانسداد الرئوي المزمن (COPD), ملفلان فلوفيناميد وثيوتيبا (علاج كيميائي)، العامل الثامن (هيموفيليا)، إنترفيرون نوع 1 وديفوسيل (تصلب متعدد).
في بعض المحافظات، لا تتوفر حتى الأدوية المنتجة محليًا. وقد شهد قطاع الأدوية ثاني أكبر انخفاض في الإنتاج بين جميع الصناعات، حيث انخفض إنتاج المنتجات الدوائية بنسبة 2.6% في الربيع و18.5% في الصيف، بينما تشير مصادر أخرى إلى أن إجمالي الانخفاض في الإنتاج يبلغ نحو 30%. كما أن بعض شركات الأدوية قد نقلت عملياتها من إيران إلى دول أخرى.
علاوة على ذلك، حدث انخفاض بنسبة 13.6% في واردات الأدوية. كما ساهم النقص في المواد الخام المستوردة المستخدمة في إنتاج الأدوية في مزيد من تدهور الإنتاج المحلي. وقد صرحت وزارة الصحة الإيرانية بأنها تستعد لمعالجة هذه المشكلات، لكنها لم تقدم تفاصيل إضافية.
لقد ألقى كثيرون باللوم في نقص الأدوية على العقوبات والقيود المفروضة على المعاملات المالية من قبل الولايات المتحدة والدول الأوروبية، على الرغم من أن الدول الغربية تقول إن الإمدادات الطبية ليست مشمولة ضمن العقوبات. ومع ذلك، تقول الحكومة الإيرانية إن الاحتياجات الدوائية يتم تلبيتها بالكامل تقريبًا من قبل المنتجين المحليين، وبالتالي لا تتأثر بالعقوبات. لكن حتى وإن صح ذلك، يرى كثيرون أن العقوبات زادت بشكل كبير من التكاليف والمخاطر على المرضى، ويزعم البعض أن الاستثناءات الإنسانية الأمريكية موجودة على الورق فقط ولا تُطبق عمليًا. وقد أدى ذلك إلى رفع بعض المرضى دعاوى قضائية ضد الحكومة الأمريكية، زاعمين أن "العقوبات غير العادلة" أعاقت وصولهم إلى الأدوية.

## التأثير
تدّعي جمعية الثلاسيميا الإيرانية أن نحو 1100 مريض بـثلاسيميا قد توفوا بسبب نقص الأدوية منذ بداية الأزمة في عام 2018.
في عام 2023، خصصت الحكومة الإيرانية حوالي 2.4 مليار دولار لحل الأزمة، على الرغم من أن حسين علي شهرياري، رئيس لجنة الصحة في البرلمان الإيراني، كتب رسالة إلى الرئيس آنذاك إبراهيم رئيسي قال فيها إن الميزانية تحتاج إلى الزيادة لتصل إلى نحو 3.7 مليار دولار من أجل تحسين الوضع.
في عام 2024، حثّت لجنة الصحة والعلاج في البرلمان الإيراني على اتخاذ إجراءات قانونية لمعالجة القضايا المقترحة، بما في ذلك إحالة انتهاكات الحكومة إلى القضاء، لكن غالبية النواب صوتوا لإبقاء القضية ضمن السلطة التشريعية.
تقوم الكيانات المرتبطة بالنظام بجني أرباح من بيع الأدوية بأسعار باهظة، في حين تعاني الصيدليات من نقص الإمدادات. كما يتم تهريب بعض الأدوية إلى السوق السوداء في الدول المجاورة. ويزعم البعض أن المشكلة ليست نقصًا فعليًا في الأدوية، إذ إن الحكومة نظريًا قادرة على استيراد وإنتاج جميع الأدوية اللازمة، لكن الفساد والمحسوبية يمنعان توزيع الأدوية على من يحتاجونها. ويجادل آخرون بأن الأزمة تم تضخيمها عمدًا للتلاعب بمشاعر الدول الغربية والحصول على دعم مالي منها. كما وردت تقارير تفيد بأن إيران تحد من حصص الأدوية للصيدليات التي لا تُلزم موظفاتها بارتداء الحجاب. وفي عام 2023، نقلت إيران نيوز أبديت عن تقرير صادر في عام 2022 من مركز الإحصاء الإيراني ما يعزز القول إن سياسات النظام جعلت الرعاية الصحية سلعة لا يستطيع تحمل تكاليفها سوى العائلات الثرية. ونتيجة لهذه السياسات الجديدة، تواجه الأسر ذات الدخل المنخفض صعوبات شديدة في الحصول على الأدوية الأساسية، وقد اضطر قطاع كبير من السكان، بمن فيهم العديد من كبر السن، إلى اللجوء إلى الاتجاه الخطير المتمثل في العلاج الذاتي. ووفقًا لتقرير في صحيفة "هم‌میهن"، فإن العديد من الأشخاص يرفضون تلقي العلاج في المستشفى بسبب التكاليف المرتفعة، أو يغادرون المستشفى قبل دفع ثمن الأدوية التي حصلوا عليها.

## صعود الطب البديل
نتيجة لنقص الأدوية الضرورية، دفع بعض المسؤولين الحكوميين نحو الطب البديل، مشجّعين الناس على استخدام علاجات غير مثبتة وتجاهل الأدلة العلمية. فعلى سبيل المثال، شجّع "خبراء طبيون" في إيران أتباعهم على شرب بول الإبل الدافئ أو تقطير زيت البطيخ المرّ في الأذنين للوقاية من مرض فيروس كورونا 2019، بدلًا من تلقي لقاح. كما أعلنت وزارة الصحة الإيرانية في يونيو 2020 أن جميع طلاب الطب يجب أن يتلقوا مقررات دراسية في الطب الإسلامي أو الطب التقليدي. وفي عام 2020، ندّد مجموعة من الأطباء بهذه الأساليب البديلة، وطالبوا بإلغائها تمامًا.